# 카이로가시쥐
카이로가시쥐(Acomys cahirinus)는 쥐과에 속하는 설치류이다. 커먼가시쥐와 이집트가시쥐, 아라비아가시쥐라고도 불린다. 야행성 동물이다. 사하라 아프리카 북부 지역에서 발견되며, 자연 서식지는 암반 지역과 뜨거운 사막 지대이다. 잡식성 동물로 씨앗과 사막 식물, 달팽이, 곤충 등을 먹는다. 사회적 동물로 작은 가족 집단을 형성하여 생활한다.

## 특징
카이로가시쥐는 머리부터 몸까지 몸길이가 약 95~127mm까지 자라며, 꼬리 길이도 거의 같은 길이이다. 다 자라면 몸무게가 43~85g이다. 카이로가시쥐의 털 색은 상체가 모래빛 갈색 또는 회색빛 갈색이고 하체는 희끄무레한 색이다. 등뼈 등마루를 따라 한 줄의 가시털 같은 강모가 이어진다. 주둥이는 가늘고 뾰족하며, 눈은 크고 귀는 크고 약간 뾰족하며, 꼬리에는 털이 없다.

## 분포 및 서식지
카이로가시쥐는 북아프리카의 토착종으로 분포 지역은 모리타니아와 모로코, 알제리부터 서쪽으로 수단과 에티오피아, 에리트레아까지 그리고 동쪽으로 이집트까지 확장되며, 서식 고도는 최대 약 1500m이다.
드문 드문 식물이 나 있는 건조한 돌 서식지에서 살며, 사람 거주지 근처에서도 발견된다. 절벽 및 협곡 주변과 관목 식생의 자갈이 많은 평원에서 흔하게 발견된다. 모래 서식지에서는 잘 발견되지 않지만 야자수 사이에서는 나타날 수 있다.

## 습성

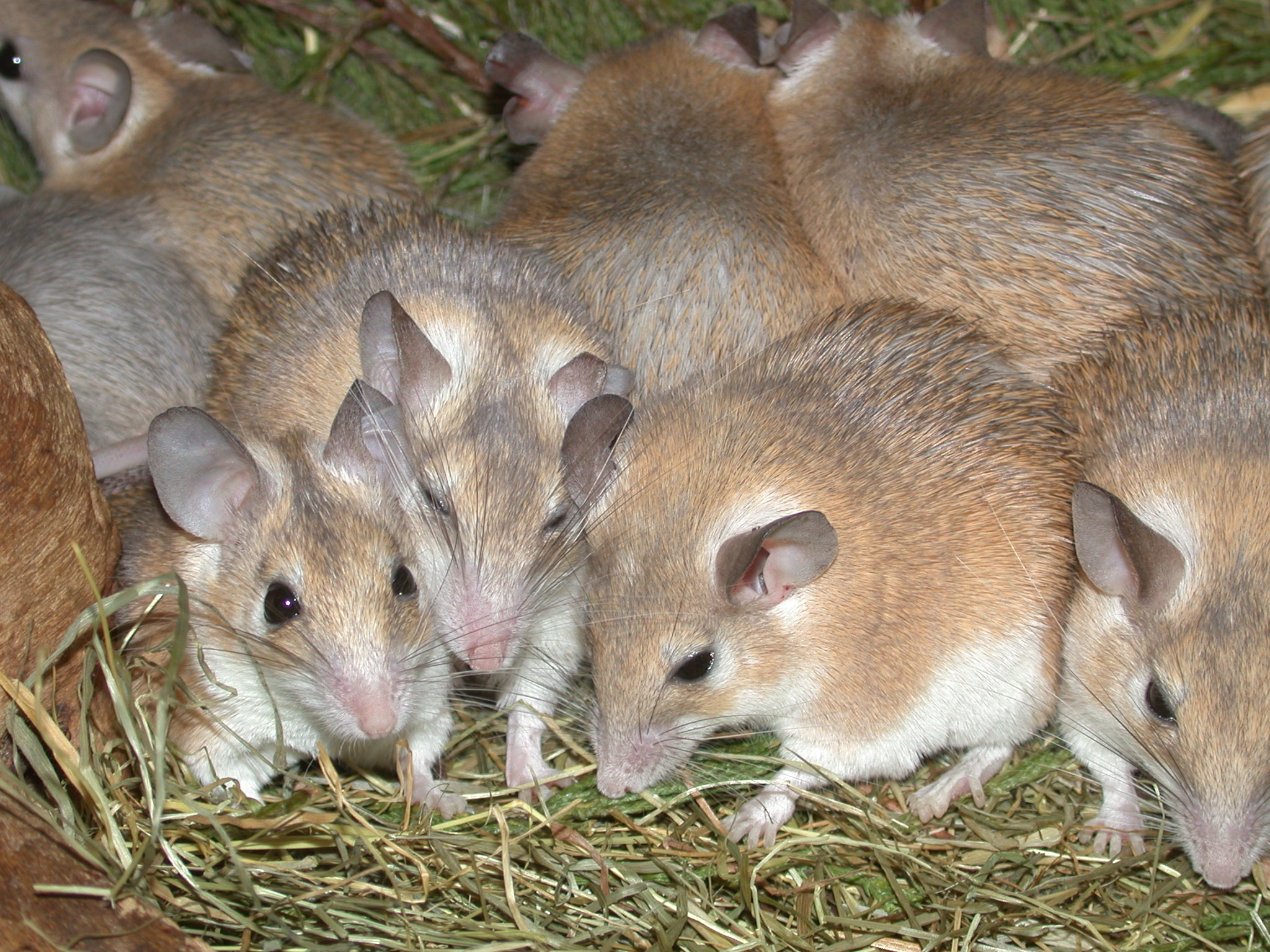
포획된 표본(버밍햄 자연센터)

카이로가시쥐는 함께 모여 생활하는 동물로 한 마리의 수컷이 지배하는 무리를 형성하여 생활한다. 먹이가 크게 증가하는 9월과 4월 사이의 우기철에 번식을 한다. 임신 기간은 생쥐 중에서 긴 4~6주이고, 새끼는 잘 발달된 상태로 태어난다. 태어날 때 이미 눈을 뜬 상태로 짧은 털이 덮여 있으며, 곧바로 주변을 살피기 시작한다. 무리 속의 어른들이 새끼를 돌보며, 암컷들이 무리의 새끼들에게 수유를 한다. 암컷들은 새끼를 난 이후에 즉시 다시 임신을 할 수 있으며, 연중 3~번 최대 5마리까지 새끼를 낳는다. 생후 2~3개월이 지난 후에 성적으로 성숙해진다.
카이로가시쥐는 굴 속 또는 암벽 틈에서 생활하며, 주로 육상에서 살지만 낮은 관목에 오를 수도 있다. 야행성 동물이며, 찾을 수 있는 무엇이든 먹는 잡식성 동물이다. 먹이는 씨앗과 견과류, 과일, 식물의 잎, 곤충, 거미, 연체동물 그리고 죽은 동물 등이다. 사람 거주지 주변에 살 때는 작물과 곡시, 수확된 농작물을 먹는다. 때로는 특히 겨울에, 추운 날씨를 피하기 위해 집 안에 들어가기도 한다.
오크라데누스 박카투스(Ochradenus baccatus) 열매는 과육이 맛있지만, 맛없는 씨앗을 갖고 있다. 카이로가시쥐는 열매를 먹지만, 씨앗을 뱉어 내어 이 식물의 효율적 씨앗 살포의 역할을 한다.

## 보전 상태
카이로가시쥐는 널리 분포하며 다양한 서식지에서 서식한다. 흔하고 개체군이 크기 때문에 국제 자연 보전 연맹(IUCN)이 "관심대상종"으로 지정하고 있다.